# Першин Аркадій Петрович
Аркадій Павлович Першин (13 травня 1944 — 26 травня 2003) — радянський і український кінооператор. Працював на кіностудії ім. Олександра Довженка.

## Біографічні відомості
Народився в родині службовця. Закінчив Київський державний інститут театрального мистецтва ім. І. Карпенка-Карого (1981). 
Член Національної Спілки кінематографістів України.

## Фільмографія
Операторські роботи:
- «Іду до тебе...» (1971, асистент у співавт.)
- «Каштанка» (1975, 2-й оператор)
- «Королі і капуста» (1978, т/ф, 2 с; 2-й оператор у співавт. з В. Атаманенком)
- «Театр невідомого актора» (1976, 2-й оператор)
- «Перед екзаменом» (1977, т/ф, 2-й оператор)
- «Дотик» (1978)
- «Скарбничка» (1980, 2-й оператор)
- «Оберіг» (1991, 2-й оператор у співавт.)

Оператор-постановник:
- «Зустріч» (1980, к/м, з кіноальманаху «Молодість». Випуск 3-й)
- «Білий танець» (1981, у співавт. з В. Панковим)
- «Куди він дінеться!» (1981)
- «Прискорення» (1983, у співавт. з Ф. Гілевичем)
- «Репортаж на пам'ять» (1984)
- «Циганка Аза» (1987)
- «Поклик спорідненого томлення» (1988)
- «Чорна Долина» (1990, у співавт. з В. Атаманенком) та ін.